# Alte Kirche von Södra Råda

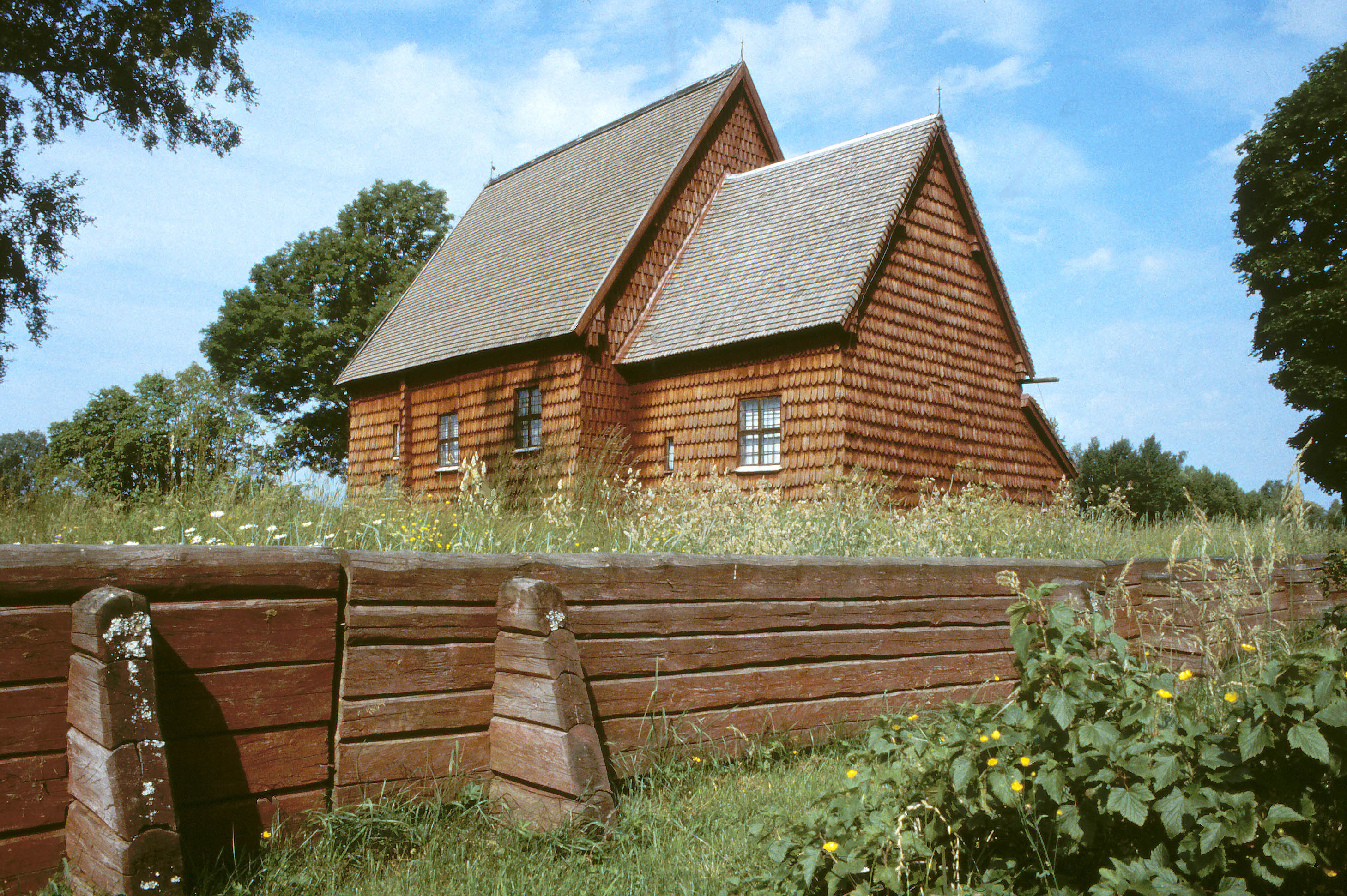
Södra Råda gamla kyrka

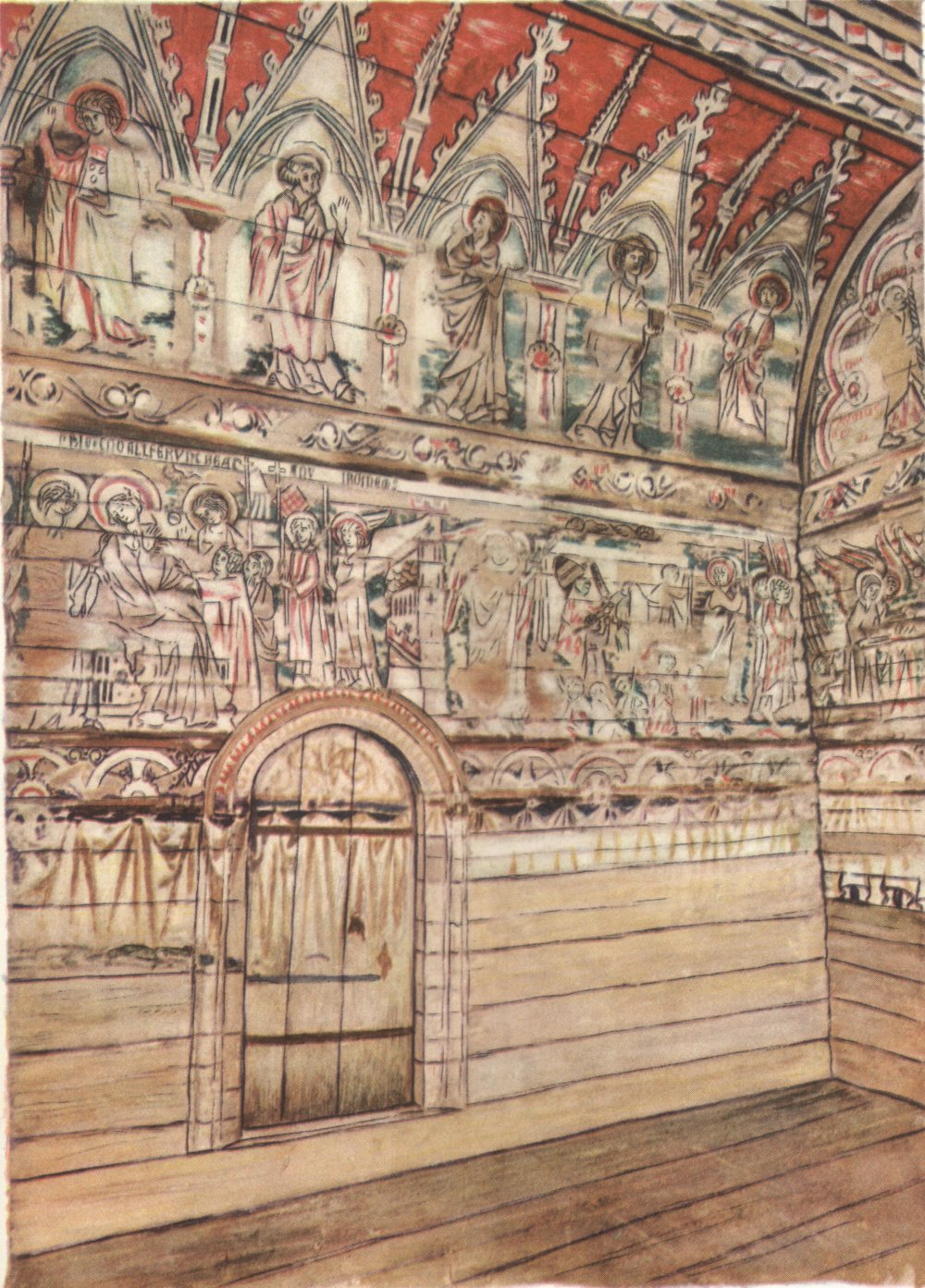
Gemälde im Chor der Kirche, datiert: 1323.

Södra Råda gamla kyrka (Alte Kirche von Södra Råda) war eine Kirche in der schwedischen Provinz Västra Götalands län und den historischen Provinzen Västergötland und Värmland. 
Die 1310 gebaute Kirche zählte zu den ältesten bewahrten mittelalterlichen Holzkirchen Schwedens. 1323 wurde der Chor mit Malereien in hochgotischem Stil geschmückt. 1494 wurde das Langhaus durch Meister Amund mit Wandmalereien versehen. Aufgrund der mittelalterlichen Malereien, die das gesamte Kircheninnere bedeckten, galt die Kirche als ein einzigartiges Kulturdenkmal Schwedens und es war geplant, sie als Weltkulturerbe vorzuschlagen. Die Kirche wurde aus liegenden, mit dem Beil bearbeiteten Planken gebaut. Die Außenwände waren mit geteerten Holzspänen verkleidet.  
Die Kirche fiel im November 2001 einer Brandstiftung zum Opfer. Im folgenden Jahr startete das schwedische Zentralamt für Denkmalpflege ein interdisziplinäres Forschungsprojekt, das durch archäologische Ausgrabungen, historische und kulturgeographische Analysen sowie kunsthistorische und bautechnische Studien die Kirche und deren Umgebung im sozialen Kontext des Mittelalters untersuchen möchte. Im Rahmen des Projekts soll die Kirche auch rekonstruiert werden. Die Malereien sind jedoch gut dokumentiert.
Von der Gemeinde Gullspång, der Region Västra Götaland und dem schwedischen Amt für Denkmalpflege wurde die Stiftung Södra Råda gamla kyrkplats eingerichtet. Sie ist Eigentümerin des Geländes und soll ausreichende Mittel zur Weiterführung des Projektes zur Verfügung stellen.